# مراد إبراهيم أوسلو
مراد إبراهيم أوسلو (بالتركية: Murat İbrahim Uslu)‏ هو لاعب كرة قدم تركي في مركز حراسة المرمى، ولد في 17 يوليو 1978 في Gülşehir ‏ في تركيا. لعب مع بوجاسبور وغازي عنتاب إف كيه وغازي عنتاب سبور ومرسين إيدمانيوردو ونادي كارديمير كارابوك سبور وهاتاي سبور.

## وصلات خارجية
- مراد إبراهيم أوسلو على موقع اتحاد تركيا (لاعب) (الإنجليزية)
- مراد إبراهيم أوسلو على موقع قاعدة بيانات كرة القدم.إي يو (الإنجليزية)